# Концерт для фортепиано с оркестром (Шуман)
Концерт для фортепиано с оркестром ля минор, op. 54 — музыкальное произведение для фортепиано с оркестром, написанное немецким композитором Робертом Шуманом в 1845 году. Одно из самых известных произведений этого жанра в немецкой музыке эпохи романтизма.

## История написания
Шуман ранее работал над несколькими фортепианными концертами: в 1828 году он начал один в ми-бемоль мажор, в 1829-31 работал над фа мажорным концертом, а в 1839 году написал одну часть концерта в ре миноре. Но ни одна из этих работ не была завершена.
В 1841 году Шуман написал фантазию для фортепиано с оркестром. Его жена, пианистка Клара Шуман предложила ему расширить эту часть до полноценного фортепианного концерта. В 1845 году он добавил интермеццо и финал, чтобы завершить работу. Все эти три части и составили фортепианный концерт.
Премьера состоялась 1 января 1846 года с Лейпцигским оркестром Гевандхауза под управлением Фердинанда Хиллера, которому и было посвящено произведение, солировала жена композитора Клара Шуман.
С этим концертом часто сравнивают не менее известный фортепианный концерт Эдварда Грига, который также написан в ля минор. Григ слышал концерт Шумана в 1858 году. Оба концерта начинаются с мощного оркестрового аккорда, за которым следует нисходящая партия фортепиано.

## Строение
Концерт состоит из 3 частей, 2 и 3 исполняются без перерыва:
1. Allegro affettuoso
2. Intermezzo: Andantino grazioso
3. Allegro vivace

Примерная длительность исполнения произведения — 30 минут.

## Состав оркестра
Деревянные духовые
2 флейты
2 гобоя
2 кларнета
2 фагота
Медные духовые
2 валторны
2 трубы
Ударные
литавры
Струнные
I и II скрипки
альты
виолончели
контрабасы
Соло фортепиано